# 朝著星光前進
《朝著星光前進》是日本男性偶像組合NEWS第6張單曲。

## 概要
- NEWS六人重新以團體形成再次活動後首發單曲，與前作隔了一年多的單曲。
- 為紀念重新活動，此單曲價格上比起市場同樣形式的單曲稍為調低。
- 初回生産限定盤及通常盤的封面、內頁及收錄內容是不同。
- PV中山下智久首次用寫著(山)(P)的紙杯蓋著自己的雙眼。

## 收錄歌曲

### 初回限定生產盤
1. 朝著星光前進
  - 由成員手越祐也以聲優演出動畫電影『快樂腳』（日本語版本）的印象歌曲
  - 作詞: なかにし礼、作曲: Peter Bjorklund, Johan Sahlen, Claes Andreasson、編曲: あおい吉勇
2. Boom! Boom! POWER
  - 作詞: Shusui、作曲: Shusui, Stefan Engblom, Axel Bellinder
3. 紅花
  - 作詞: 岩佐麻紀、作曲: 石毛智己、編曲: 前口渉

 DVD 
1. NEWS SPRING CONCERT TOUR 2006 in SENDAI
  - 有多少夢就有多少愛
  - 豌豆莢
  - 赤腳的灰姑娘男孩
2. JACKET SHOOTING

### 通常盤
1. 朝著星光前進
2. Boom! Boom! POWER
3. Best Friend
  - 作詞: 仲村達史、作曲: Marcus Dernulf, Samuel Waermo、編曲: h-wonder
4. 朝著星光前進(伴唱版本)